# Hans Fruhstorfer

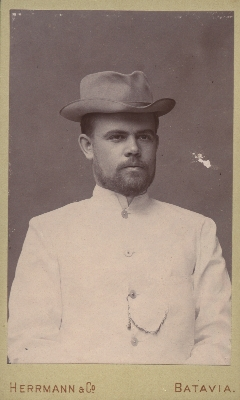
Hans Fruhstorfer

Hans Fruhstorfer (* 7. März 1866 in Passau; † 9. April 1922 in München) war ein deutscher Entomologe, Insektenhändler und Forschungsreisender.
Hans Fruhstorfer bereiste als Sammler Amerika, Indien, Hinterindien, China und Japan und verkaufte als Händler seine Ausbeuten. Er hatte sich zunächst auf Schmetterlinge spezialisiert und befasste sich später zusätzlich auch mit den Heuschrecken Mitteleuropas.
Er wurde 1886 Mitglied im 1856 von Gustav Kraatz gegründeten und von Eduard Gustav Honrath ab 1886 geführten Berliner entomologischen Verein, beschrieb zahlreiche neue Taxa (neue Arten und Unterarten) und ist unter anderem Erstbeschreiber von Colias aias Fruhstorfer, 1903, einem nur sehr lokal in der Umgebung aktiver Vulkane in Japan vorkommenden Schmetterling aus der Familie der Weißlinge (Pieridae), von Vanessa buana Fruhstorfer, 1898, einem nur auf Sulawesi vorkommenden Schmetterling (Tagfalter) der Gattung Vanessa Fabricius, 1807, aus der Familie der Edelfalter (Nymphalidae) und dem der gleichen Familie angehörigen auf Taiwan vorkommenden Schmetterling Euthalia formosana Fruhstorfer, 1908. 
In der Ordnung der Heuschrecken ist er Erstbeschreiber der Südlichen Gebirgsschrecke bzw. auch Langflügeligen Gebirgsschrecke Miramella irena (Fruhstorfer, 1921).
Fruhstorfer starb am 9. April 1922 nach einer gescheiterten Darmkrebsoperation und wurde auf dem Friedhof Moosach beigesetzt.
Der Großteil seiner Sammlung ging nach seinem Tod dem Natural History Museum in London zu.

## Schriften (Auswahl)
- Verzeichnis der von mir in Tonkin, Annam und Siam gesammelten Nymphaliden und Besprechung verwandter Formen. In: Wiener entomologische Zeitung, 25, 1906, S. 307–362 (biodiversitylibrary.org)
- Familie Pieridae. In: Adalbert Seitz: Großschmetterlinge der Erde, 9, Alfred Kernen, Stuttgart 1910, S. 119–190
- Familie Lycaenidae. In: Adalbert Seitz: Großschmetterlinge der Erde, 9, Alfred Kernen, Stuttgart (1915–1924), S. 803–901, (part)
- Die Orthopteren der Schweiz und der Nachbarländer auf geographischer wie ökologischer Grundlage mit Berücksichtigung der fossilen Arten. In: Archiv für Naturgeschichte, 87 (4–6), 1921, S. 1–262 (biodiversitylibrary.org)